# 闇金ウシジマくん (テレビドラマ)
『闇金ウシジマくん』（やみきんウシジマくん）は、真鍋昌平による同名漫画を原作とする毎日放送（MBS）制作の日本のテレビドラマ。
2010年10月14日から12月9日までSeason1が放送され、2014年1月17日から3月14日までSeason2が放送された。2016年7月18日から9月19日までSeason3が放送された。
2012年に本ドラマをベースにした映画『闇金ウシジマくん』が、2014年には本ドラマSeason2をベースにした映画『闇金ウシジマくん Part2』がSeason2放送終了後にそれぞれ公開された。2016年には本ドラマのSeason3と直結した『闇金ウシジマくん Part3』と映画シリーズ最終作となる『闇金ウシジマくん ザ・ファイナル』が連続公開された。
2022年9月21日からは本作品のスピンオフとなる『闇金ウシジマくん外伝 闇金サイハラさん』が放送。
本項では上記のテレビドラマのほか、このテレビドラマをベースに制作された「オリジナルドラマ」、および「スピンオフ・ショートドラマ」についても記載する。

## 概要
ドラマ本編では、闇金・風俗業界の隠語などの解説のほか、「闇金は犯罪です。」「闇金の不当な利息は、返す必要がありません。」などの注意喚起のテロップが随時表示される。原作の様にそれぞれが独立した話ではなく、複数の話が同時に進行するオムニバス的描写が特徴。
地域によっては、Season1・Season2・Season3で放送局が異なる地域がある。そのため、TBS系列局がある地域でも同一地域のテレビ朝日系列局やテレビ東京系列局で放送される地域がある（後述）。
Season1
2010年10月より、毎日放送（MBS）・TBSで放送された。全9話。山田孝之は2006年4月期の『タイヨウのうた』以来4年ぶりの連続ドラマ主演となる。キャッチコピーは「で、いくら欲しいの? ウチは10日5割（トゴ）だけど。」。片瀬那奈を除く、女性のレギュラーキャストは主にAV女優で構成された。
また、一部の人物は他の話の登場人物の性格などを統合したキャラになっている。原作ではなかった登場人物の交流などもあった。
2010年12月15日に全話未放送シーンを追加したディレクターズカット版収録のDVD-BOXが発売。
2012年6月から、一部地域を除いた劇場公開エリアにて再放送されることが決定すると同時に、本放送の放送局も増加することになった。再放送に関しては、本放送と再放送で放送局が異なる地域がある（後述）。

Season2
2014年1月17日から3月14日までドラマ版第2期『闇金ウシジマくん Season2』が放送された。今シリーズより新たに戌亥役で綾野剛が出演し、原作の「ゲイくん」編、「フリーターくん」編、「楽園くん」編、「元ホストくん」編をドラマ化した。
2014年3月14日より、原作の「スーパータクシーくん」編をドラマ化したオリジナルドラマ『dビデオ powered by BeeTVスペシャル「闇金ウシジマくん」』がNTTドコモが運営する動画配信サービス・dビデオで初公開された。メインキャスト・スタッフは概ねテレビドラマSeason2に準ずる。テレビでは、毎日放送で2014年5月17日 2時20 - 4時15分に放送された。

Season3
2016年7月17日から9月19日まで放送。原作の単行本26巻から28巻にかけて描かれた「洗脳くん」編、「テレクラくん」編、「生活保護くん」編が描かれる。

## 主要キャスト

### カウカウファイナンス
丑嶋馨〈寅年24〉
演 - 山田孝之
本作品の主人公。冷酷無比な闇金会社「カウカウファイナンス」の社長。ドラマでは、野菜嫌いの設定が追加されている他、行きつけの食堂でオムライスを注文する姿が度々描かれた。オムライスを食べる際はトマトケチャップを大量にかけて食べている。千秋から野菜もちゃんと食べるよう再三諌められても従わなかったが、千秋との間で「板橋の元に小堀が現れるか」を、「自分の言うことを何でも聞かせる」という条件で賭けをした結果、負けて千秋が丑嶋の机に置いていたカイワレを生で頬張った。その後は、食事の際に野菜をたくさん頼むなど、約束を忠実に守っている。
柄崎 貴明〈寅年24〉
演 - やべきょうすけ
原作では加納と並んで丑嶋の信頼の置ける部下であったが、ドラマでは1人の人物に統一された。丑嶋を尊敬するあまり言動がいつも余計で、その度に丑嶋に諌められている。千秋がかつて出ていたAV『悶絶Eカップ 美脚ストッキング秘書3』にただならぬ興味を持っており、毎回のように社内で千秋本人や高田に聞いて情報を得ようとするなど、異常な執着心を見せる。最終話でようやく見つけることに成功し、高田から貸してもらうよう頼まれるが、まだ観足りないと言って断るなど、相当気に入っているようである。オリジナルドラマでは主人公的役割を担っている。
演じているやべきょうすけはキックボクシングの経験者であり、客への催促でドアを叩く時に、その洗練された動きを見ることができる。
高田
演 - 崎本大海
ドラマでは新入社員の役を千秋に譲り、元々の社員という設定になったため、代わりに性格が横暴になっている。しかし、千秋を気遣ったり隼人を庇うなど、原作同様の温情を見せる一面もある。原作同様プリン状態の長髪。前職はホスト。源氏名は瑠偉斗（るいと）。
大久保千秋〈26〉
演 - 片瀬那奈（Season1）
ドラマオリジナルキャラクター。原作における入社したばかりの高田のポジションを担う。青森県出身で津軽弁を話す。故郷の親を安心させるため、「カウカウファイナンス」に入社した。元AV女優。代表作は『悶絶Eカップ 美脚ストッキング秘書3』。当初は温厚で常識的だったが、初めて担当したテル子に裏切られたことを機に、信用を裏切った債務者には制裁を加えるようにもなった。しかし、丑嶋たちの考えは最初から最後まで受け入れられず、最終話終盤で退社。字が汚い。
小百合
演 - 西條るり（Season1）
原作では美人受付嬢で、客を油断させるような役回りだったが、ドラマではそういったことはなく、事務処理をしている程度のようである。あまり目立った会話がなくキャラクターが掴めない点は、原作と一致している。
神戸 摩耶
演 - 久保寺瑞紀（Season2）
ドラマオリジナルキャラクター。小百合と同じポジションだが、彼女と違いよく喋る上に派手な格好で、時には債務者へ暴力も振るう。
エリカ
演 - 久松郁実（Season3）
受付嬢兼事務員。

### 丑嶋の関係者
大原 正一
演 - 徳井優
丑嶋の金主で月15%で貸している。いつも大原ガールズを侍らせている。原作では年配の女性。
大原ガールズ
演 - 辰巳ゆい、いすず、柚本紗希
いつも下着姿で大原のそばにいる女性たち。原作では裸の若い男性陣。
ニュー大原ガールズ
演 - 池田夏希、鈴木咲、神谷まゆ
戌亥
演 - 綾野剛（Season2-3）
小学校以来の付き合いがある丑嶋に情報を提供している。情報料はきっちり取る。実家はお好み焼屋。駄菓子屋好き。
犀原茜
演 - 高橋メアリージュン（Season3）
初出は劇場版Part2。闇金融ライノー・ローンの女経営者。丑嶋に因縁を持つ。原作の滑川秀信にあたる人物。
村井
演 - マキタスポーツ（Season3）
初出は劇場版Part2。犀原の部下。

## キャスト（Season1）

### エロリアーノ
瑞樹
演 - かすみりさ
瑞菜の源氏名で池袋の店で働いていた時に沼田から付きまとわれ、逃れるためにエロリアーノに移る。しかし沼田に再び執拗につきまとわれ、系列店のエロリアーノ・デラックスに移る。貯金額が3000万円になったら風俗から足を洗おうとしていたが、コインロッカーに入っていた通帳をアサミに盗まれた上に全財産2980万円を引き出され、ヤケを起こして本番行為を行い店をクビになる。原作ではそれ以降は描かれなかったが、ドラマでは丑嶋から生活費で借りた100万円を無利息にしてもらう代わりに、2980万円を見つけた場合はその半額を丑嶋に譲る条件を提示し、受け入れられる。丑嶋たちがアサミから金を取り返した後、東京を離れ、横浜の店で働き始める。
杏奈
演 - 横山美雪
元ナンバーワン売り上げの風俗嬢。一度は別れた芳則と寄りを戻す。最近は売り上げが下降気味であり、どうすれば客からの指名を増やせるかを瑞樹やモコに相談していた。原作と異なり、店を辞めた後は芳則を助けようとせず故郷に帰った。
モコ（本名：葉山朋子）
演 - 希崎ジェシカ
借金返済後に店を辞め、本業の看護師の仕事に戻る。他の二人と異なり原作とは大幅に設定が変わっているため、原作にあったモコの話はドラマでは使われていなく結末も返済したことを除けば全く異なる。Season2では、青木病院看護師としてワンシーンのみ出演。
店員
演 - 竹下笳人
店長
演 - もてぎ弘二

### エロリアーノ・デラックス
ユカリ
演 - 野間れい（第8 - 9話）
エロリアーノ・デラックスの風俗嬢。田舎の母親に病気の息子・克哉を預けて働いていたが、300万円が貯まり店を辞めた後、足立の運転するタクシーにはねられてしまう。
アサミ
演 - 玄覺悠子（第8 - 9話）
エロリアーノ・デラックスの風俗嬢。輝稀に金を貢ぎ、店では本番行為を行っていたが、偶然瑞樹が隠し持っていたコインロッカーの鍵を見つけ、通帳から2980万円を引き出す。ドラマではその後輝稀とタヒチに旅行しようとしたが、丑嶋たちに取り押さえられる。
店長
演 - 杉山彦々（第8 - 9話）

### 瑞樹の客たち
沼田
演 - 山本浩司
池袋の店で働いていた時の上客だったが、金が尽きて来店できなくなり、ストーカーと化して瑞樹に付きまとう。それが原因で、瑞樹は店を辞めてエロリアーノに移った。「フリーターくん」編での宇津井の肉体労働の場面を沼田の場面として描かれている。
丸山満男
演 - 平田実
上客で通称：雨男。瑞樹的にはキモオタ客の一人。原作と異なり父親の預金＋カウカウファイナンスで金を借りながら店に通っていたが、金が尽き、瑞樹にNG客として切り捨てられる。瑞樹に会うために訪れたエロリアーノで丑嶋に返済を迫られるが、それ以降Season1での出番はない。
Season2で再登場。父の病状は悪化している上、年金とバイト代のほとんどもカウカウファイナンスへの利息の支払いと風俗で消える生活を送っており、ついに丑嶋たちに家具を差し押さえられるまでに至る。そんな折偶然に森下と同級生であったことが発覚し、彼と相保証の関係にさせられ、さらに名義貸しに加担させられてしまう。しばらくして父親は亡くなり、唯一の収入だった父の年金もなくなったため借金から逃げるために行方をくらましドラマでは出てこなかったが、劇場版二作目にその後登場している。
Season3でも登場。返済が出来ないためか、カウカウのメンバーに可愛いものシリトリで甚振られる場面が描かれた。
サイハラさんではGQGるみほ推しとして登場。安藤をライノーローンに引き合わせるがカウカウの借金は完済したのかどうかは不明。
佐野
演 - 上田秀和
常連客の一人。31歳になっても、親元で暮らしながらコンビニでバイトしている。客や親に対し、常に不満を抱いている。原作の村田も若干混じっている。

### 債務者（Season1）
池田信彦
演 - 尾上寛之（第1話）
フリーター。専門学校中退後、家を出て親の仕送りと週4日のバイトで生計を立てていたが、それらをパチスロで溶かしてしまう。後の更生前の宇津井優一と同様の典型的なダメ人間。ついにはバイト先の後輩からバカにされてバイトを辞め、果てには丑嶋馨が仕切る闇金業者「カウカウファイナンス」に手を出してしまう。
森山健介
演 - 青柳塁斗（第1 - 3話）
ドラマオリジナルキャラクター。久美子の恋人。携帯電話を3台所持し、3000件のアドレスを持つと豪語する自称人気者。ファッション目的で「カウカウファイナンス」で借金を重ねていたが、取り立ての厳しさに逃げ出し、元彼女である久美子の下に転がり込む。久美子と共に借金に苦しみ、久美子の稼ぎが足りないと度々暴力を奮う。返済を迫られ友人たちに借りようとするも、実際は信頼がまるで無かったことが判明し失敗。最期には、両者の借金全額一括返済のために「久美子を沖縄の風俗に売るか、自分がロシアンマフィアに売られて漁船で過労死するまで過酷な労働を続けるか」という選択を迫られ、久美子の部屋へ行くが（その時点で、彼女を売るつもりだったのか、ひとまず相談するつもりだったのかは定かでない）、彼女は疲れて眠っていた。その横には、自分が前々から欲しがっていた13万の靴が、誕生日プレゼントとしてケーキ・祝いのメッセージカードと共に用意されており、それが彼の気持ちを決めた。自ら漁船に乗ることを選び、久美子の借金は帳消しになった。部屋を出る際、「お前は自由だ」と書き置きを残して行った。
村田久美子
演 - 八代みなせ（第1 - 3話）
森山健介の彼女。有名企業で働くOL。健介と同様借金を重ね、エロリアーノで働くことになるが同僚にバレてしまい退職。さらに本番行為を行いエロリアーノもクビになる。最終的には健介が久美子の借金を背負う。
坂本
演 - 三井善忠（第1・3話）
年金だけで生活できず、丑嶋から借金を繰り返していたが、返済ができず自殺する。
キャバ嬢にはまった男
演 - 坂本七秋（第1話）
キャバ嬢にはまってしまう。
加山重子
演 - 神谷美羽（第1・2話）
森下タク
演 - 加藤和樹（第3 - 5話）
旅行会社勤務の会社員。表の顔は有能エリート社員だが、裏の顔は他人名義で闇金を借りる「闇金狩り」で贅沢三昧な暮らしをしていた。しかし手口が丑嶋たちにバレてしまい借金から逃げることが出来なくなる。
江口
演 - 橋本淳（第3 - 5話）
宮川
演 - 安藤裕樹（安藤ヒロキオ）（第4・5話）
森下の闇金狩りの仲間。
稲葉
演 - 杉原勇武（第4・5話）
森下の闇金狩りの仲間。
吉田テル子
演 - 小野敦子（第4・5話）
千秋が初めて担当した客。泣き落としで借金を返済せず、パチスロに興じていたため、千秋は大激怒した。
小堀豊
演 - 中村靖日（第4 - 9話）
医療機器販売の会社に勤める会社員。妻子あり。仕事や人間関係について悩む。原作と異なり、風俗店に板橋に無理に誘われて行くことになり、そこで出会ったモコに話を聞いてもらって肩を揉んでもらっただけで行為そのものはなかった。板橋にキャッシュカードなどを盗まれ無断で使用されるが、妻には小堀が使い込んだと誤解され離婚の危機に陥りショックで休職してしまう。最終回では夫婦仲は戻り営業先の病院で会った看護師がモコだと判り、驚く。
板橋清
演 - 山中崇（第4 - 9話）
小堀の友人であり同僚。独身。仕事でミスを重ね会社での居場所が無く、そのうさをギャンブルや風俗で晴らしている。小堀を巻き込んで借金を返済しようとするが、最終的に小堀を裏切ることが出来ず、健介同様ロシアンマフィアへ売られる。
足立政雄
演 - 酒井敏也（第8話 - 9話）
タクシーの運転手。ユカリをはねて死なせてしまったと思い、山の中に埋めようとユカリをトランクの中に隠し、彼女が持っていた300万円の中から15万円を丑嶋への借金返済に充てた。しかしその300万円が息子の手術代だったことを知り、自首する決意をする。

### その他（Season1）
橋爪弁護士
演 - 阪田マサノブ
丑嶋の顧問弁護士。
OLリーダー
演 - 赤澤ムック（第2・3話）
久美子の同僚でグループのリーダー。金のかかる旅行や食事にたびたび久美子を誘う。街中で見かけた久美子の後を付け風俗で働いていることを知り、それを社内メールで暴露し、彼女を退職に追い込む。
No.2 OL
演 - 緒川凛（第2・3話）
久美子の同僚。OLリーダーといつも一緒に行動する。
OL
演 - 天海つばさ（第2・3話）
久美子の同僚。OLリーダーといつも一緒に行動する。
星宮社長
演 - 石井匡人（第4・5話）
猫谷社長
演 - 友光小太郎（第4・5話）
カウカウファイナンス同様に、森下たちによる闇金狩りにあった闇金会社社長。ウシジマと協力し、犯人探しに躍起になる。
小堀結子
演 - 広澤草（第6 - 9話）
小堀の妻。小堀が不在中に上がり込んだ板橋にクレジットカードなどを盗まれるも気付かず、カード明細の額に驚き夫が勝手に持ち出し使い込んだと誤解する。一時実家に帰ってしまうが、その後戻ってくる。
芳則
演 - 荒木宏文（第5 - 8話）
「さきざきローン」社員。ノルマが上がらず退職を考えていたが、鷺咲社長の指示で「カウカウファイナンス」に潜り込む。しかし丑嶋たちにバレて、逆に「さきざきローン」の顧客名簿を盗む。その後クビになり杏奈に一緒に逃げようと告げるが、原作と異なり杏奈には愛想を尽かされて助けてもらえず、ついには鷺咲に捕まって東南アジアで臓器移植する患者に臓器を売り飛ばされる。
蟹江
演 - 白善哲（第5 - 8話）
「さきざきローン」社員。
野村
演 - 重見将臣（第5 - 8話）
「さきざきローン」社員。
豚田
演 - 白鳥翼（第5 - 8話）
「さきざきローン」社員。
鷺咲社長
演 - 有薗芳記（第5 - 8話）
闇金「さきざきローン」社長。他の闇金から顧客名簿を盗もうと企み、芳則を「カウカウファイナンス」に送り込む。
派遣の子
演 - Nina（第6・8話）
小堀が勤める医療機器会社の派遣社員。
它貫
演 - 島津健太郎（第8 - 9話）
暴力団の組長。
獅子倉
演 - 加賀谷圭（第8話）
暴力団の組長。
輝稀
演 - 滝直希（最終話）
ホスト。瑞樹の金を盗んだアサミとタヒチに旅立とうとしたところを丑嶋たちに取り押さえられる。
スグル
演 - 米原幸佑（最終話）
ホスト。輝稀とアサミの居場所を丑嶋たちに知らせる。

## キャスト（Season2）

### 債務者（Season2）
中田 広道
演 - 入江甚儀
芸能界入りするという夢を持つ。未成年のため消費者金融では借りられず、カウカウから借金をしている。返済のためG10に唆され犯罪に加担してしまう。さらにG10の人脈でアパレルショップを立ち上げようとするが、G10が失踪し騙されたことを知る。
ジュリア
演 - 佐々木麻衣
読者モデル。借金返済のため、エロリアーノで働くことになる。源氏名はリリー。
太田 ハル子
演 - 朝日奈あかり
シングルマザーでホストクラブにはまる。
宇津井 優一
演 - 永野宗典
多重債務者のフリーター。家庭を持った同級生など、成功している人間に強く嫉妬しているが、彼らの前では強がって本心を隠そうとする。借金を重ねホームレスになるも、丑嶋への返済のため、定職に就き人生をやり直す決意をする。
森下
演 - 金谷マサヨシ
ゲイ。丸山の小学校時代の同級生で、最下位人間コンテストを争った仲。コンビニでアルバイトしているが、客の前でも落ち着きが無く、イケメンの客にボディタッチを迫るなどして鬱陶しがられている。丸山と同級生だったことで相保証の関係になった。原作の佐古の要素も一部含んでいる。

### その他（Season2）
隼人
演 - 武田航平
元ニュー・ロマンサー店長でホスト。自身の借金のために丑嶋たちを騙そうとする。
パピコ
演 - 紗倉まな
読者モデル。中田によって小野に売られるが、原作のように警察に駆けこんではおらず、中田の破滅とは無関係。
G10（ゴト・後藤）
演 - 藤本涼
カリスマ読者モデル。自分に憧れる若者を利用して罠にはめる。大金を掴み海外へ逃亡しようとするも飯匙倩に捕まり失敗、生き埋めにされた。
闇金サイハラさんで生きていたことが判明。犀原の指示で愛沢のラーメン屋をチェーン展開することになり宣伝部長に就任するがすぐに裏切って石塚が経営するラーメン屋に鞍替えした。その後再び高飛びしようとするが犀原に捕まり失敗、コンテナに閉じ込められ船で海外に送られた。
森田 キミノリ
演 - 三澤亮介
中田の幼馴染。服屋の店員。中田を助けるために裏帳簿を丑嶋に買い取って欲しいと持ちかける。
飯匙倩
演 - 南優
藪蛇組構成員。アパレルショップを開きたい若者に「投資」している。脱税なども指南する。
ユカ
演 - 稲川なつめ
専門学校生。出会い系サイトで宇津井と知り合う。
さまんさ
演 - 内田滋
ゲイバーのママ。
慶次
演 - 徳山秀典
ニュー・ロマンサーオーナー。
宇津井夫妻
演 - 宮川浩明、島ひろ子

### ゲスト（Season2）
複数話・単話登場の場合は演者名の横の括弧（）内に表記。
第1話
- 一聖（ニュー・ロマンサーNo.1ホスト） - 青柳尊哉
- 橋本（宇津井の小学生時代の同級生） - 石田剛太
- 水野 結花（橋本の妻・宇津井の同級生） - 伊藤麻実子（小学生時代：篠川優莉香）
- リエ（ニュー・ロマンサー客） - 田川可奈美（第8話）
- イヴ（ニュー・ロマンサー客） - 吉川まりあ
- ユナ（ニュー・ロマンサー客） - 七海なな
- ケツモチたち - 冨永竜、堤隆博、滝沢秀一（マシンガンズ）（第2・8話）

第3話
- 居酒屋の先輩 - 押野大地（第4話 - 第5話）
- モモカ（パピコのモデル仲間） - 街子（第4話 - 第5話）
- 麻紀 - 黒瀬シオリ（第4話）
- 悠馬 - 植田恭平（第6・8話）
- ヨージ - 織部ハル（第7話 - 第8話）
- ナナ - 新田祐里子（第6話）
- スカウトされる女 - 香川沙耶

第4話
- 小野（通販会社社長） - 岩本淳（第5話・第7話）
- 浅倉（ジュリアのバイト先の先輩） - 岩澤晶範（第5話）
- 泣き叫ぶ大家さん - 高橋修
- ブラボー二子玉川（お笑い芸人） - 西堀亮（マシンガンズ）（第8話）
- ニーチャン（森下の兄） - オオシロリキ
- 上原 憂（女優） - 優希まこと（第5話）

第5話
- 幸（ゲストハウス管理人） - 絵美里（第6・最終話）
- ゲストハウスオーナー - 西興一朗
- カジノの店員 - 小森敬仁（第6話 - 第7話）
- 叫ぶハブの客 - 井野戸芙美

第6話
- 吉永 美代子（パチンコ依存症） - 亀谷さやか（第7話）
- 弁護士 - 横山利彦
- 美代子のパチンコ仲間 - 今泉あまね、吉居亜希子

第7話
- ホームレスの先生 - 桐谷武史
- ホームレス - 斉藤岳

第8話
- 住田 - 水野智則
- 長谷川 - 前川正行
- ロン毛のオーナー - 久我真希人

最終話
- G10の彼女 - すぎやまひかり
- 青田 - 河野マサユキ

## キャスト（オリジナルドラマ）

### 債務者（オリジナルドラマ）
諸星 信也
演 - 秋山竜次（ロバート）
KYタクシー運転手。極度のナルシスト。女買いがやめられず、カウカウのヤミ金に手を染める。
15年前、ホストクラブを経営していたが支援者の死去により倒産し、負担額2000万円の借金を背負う。負担額は暴力団組織により債権された代わりに、組員の一室に監禁させられる（その後、自力脱出する）。

### その他（オリジナルドラマ）
今井 宏志
演 - きたろう
諸星の同僚のベテランタクシードライバー。同僚たちからは今爺という愛称で呼ばれている。
新庄 祐紀
演 - 千葉雄大
諸星の同僚の新入りタクシードライバー。
木村 眞子
演 - 神楽坂恵
諸星の同僚の女性タクシードライバー。
佐々木 美沙
演 - 岩佐真悠子
諸星の元妻。
根杜実
演 - 栁俊太郎
美沙と交際しているチンピラ。
まみ
演 - 上田ナナ
出会い系サイトの未成年。

## キャスト（Season3）

### 債務者（Season3）
上原まゆみ
演 - 光宗薫
出版社で働いている編集者。女性占い師の勅使川原に嵌まり洗脳されていくが、勅使川原を陰で操っていたのは詐欺師である神堂大道だった。半ば強引に婚約者となった神堂に暴力で支配され、言われるがままに金を貢がされる。横領がバレて会社をクビになったため、収入が無くなり妹の紹介でカウカウファイナンスで借金する。神堂の子供を妊娠したことがきっかけとなり洗脳から目覚める。
小瀬章
演 - 本多力
恋心を抱いている希々空の借金の肩代わりをさせられる生活保護受給者。NPOの紹介で知り合った老人にパソコンを教えるようになり、社会的自立を果たす。
結城美奈
演 - 佐々木心音
家出するも金が無く、母親の恵美子と組んで親子売春するネカフェ難民の少女。犀原に恵美子の連帯保証人にされてしまう。精神崩壊しそうになるも売春を止め、立ち直り自立する。
結城恵美子
演 - 倖田李梨
犀原に金を借りている美奈の母親。スーパーでパートをしながら売春をして男に貢いでいる。次第に美奈に親子売春を強要するようになる。最後には売春を止めた美奈から縁を切られる。
上原みゆき
演 - 今野鮎莉
まゆみの妹。結婚している。姉同様に神堂に陥れられ借金を抱え込む。金を稼ぐため神堂の命令で風俗嬢となる。
川崎
演 - ムートン伊藤
女好きの会社員。部下の女性を襲い会社をクビになる。
テルミ
演 - 卯水咲流
客の川崎に盗撮されるが、そのことをネタに夫と共に川崎を恐喝し金を巻き上げる。
柏木
演 - 大塩ゴウ
ヤクザ。シノギ先の風俗店で働き始めたみゆきを気に入り、愛人にしようとする。神堂に洗脳された上原一家が父である重則を殺害した現場に現れたため、みゆきと母の広子に殺される。
希々空
演 - 小瀬田麻由
小瀬の隣人の無職の少女。自分から部屋に小瀬を招き入れる。最終的に犀原に裏風俗に売られてしまう。
JP
演 - 福山翔大
美奈の元彼。少年院に入っていた。犀原が取り立てていたホストを殴り、回収出来なくなった落し前として、犀原からヤクザの組員になるように言われる。

### その他（Season3）
神堂大道
演 - 中村倫也
偶然を装い、まゆみに近づき婚約者となって上原家の資産を狙う。勅使川原を利用し資産を持ち、複数の女性を相手に結婚詐欺を行っている。勅使川原以外にも洗脳した女性を利用し、巧みに上原一家を陥れる。まゆみの母と妹とも肉体関係を持ち洗脳していく。
勅使川原
演 - 三田真央
まゆみが信頼する占い師。神堂に暴力で支配され洗脳されている。神堂に資産を持つ相談者の情報を流している。
上原重則
演 - 名倉右喬
まゆみとみゆきの父。神堂に洗脳された家族に殺されてしまう。会社社長だった原作と異なり普通の会社員（役職は部長）の設定であり、部下たちからは非常に嫌われている。
上原広子
演 - 武藤令子
まゆみとみゆきの母。娘の婚約者である神堂と肉体関係を持ち、洗脳されていく。
カズヤ
演 - 板橋駿谷
みゆきの夫。公務員。違法薬物に手を染めている。神堂に利用され洗脳されていく。
橋本
演 - ジェントル
古着屋で働くまゆみの恋人。神堂にまゆみを奪われる。まゆみに借金がある。
三橋（ケースワーカー）
演 - 大津尋葵
小瀬の担当者。
飯野
演 - 野澤剣人
希々空を通じて小瀬と友人になる。老人をネット詐欺に利用しようとする。
トーキー
演 - 水間ロン
希々空を通じて小瀬と友人になる。老人をネット詐欺に利用しようとする。
杉本
演 - 中島弘輝
小学校教員。子供たちにバカにされ、受け持ちのクラスは学級崩壊している。結城親子の売春相手。公務員であることを恵美子に知られ強請にあう。
葉山朋子
演 - 希崎ジェシカ
ジュリア
演 - 佐々木麻衣
峠のやまびこ代表・丸井
演 - 西洋亮
NPO経営者。小瀬たちに老人相手の仕事の世話をする。
K
演 - 金田誠一郎
ニューリッチに金に困った人間を紹介している。自身もニューリッチとの賭けに勝ち、1000万を手にいれたことがある。美奈とJPをニューリッチに紹介する。
ニューリッチ
演 - 川口覚、酒井貴浩、紺野ふくた、大野ミツル
富裕層4人組。覆面をかぶっている。金に困った人間を相手に3000万を賭けたゲームを楽しむ。美奈とJPとの賭けに負けるも、金を払わなかったためJPに襲撃される。
太我
演 - 斉藤一平
ホスト。JPに顔を殴られホストを辞めることになる。犀原から借金をしている。

## キャスト（サイハラさん）

### 犀原の関係者
硲悠斗
演 - 宮世琉弥
ライノーローンの新入社員。
愛沢浩司
演 - 中尾明慶
初出は劇場版Part2。劇場版で当たり屋をさせられた後が描かれる。奇跡的に生還した後は地獄のリハビリを乗り越え、心を入れ替えてラーメン屋を経営している。
愛沢明美
演 - 木南晴夏
愛沢の妻。初出は劇場版Part2。劇場版ではホスト狂いだったがなりを潜め、夫のラーメン屋を手伝っている。

### 債務者（サイハラさん）
メロりん
演 - 矢崎希菜
地下アイドルGQGのメンバー。
安藤
演 - 岡崎体育
GQGちこ推しのオタク。雨男に誘われライノーローンの債務者になる。
ともか
演 - 古畑星夏
シングルマザーの風俗嬢。
田中
演 - 勝村政信
東大出のエリート。GQGにハマってしまいカウカウの債務者になる。

### その他（サイハラさん）
般田
演 - 山内圭哉
犀原と因縁のある若琥会のヤクザ。
象山彪
演 - 野村周平
半グレ集団のボスで熊倉に拾われる前の犀原の上司だった男。原作における獅子谷甲児（および鉄也）にあたる。
兎本
演 - 鈴木こうすけ
象山に舌を抜かれ四肢の腱を断たれ、家畜同然に扱われている男。原作における椚にあたる。

## スタッフ
- 原作 - 真鍋昌平『闇金ウシジマくん』（小学館「週刊ビッグコミックスピリッツ」連載中）
- 脚本 - 福間正浩（Season1-2）、山口雅俊（ヒント）（Season1）、李正姫（Season1）
- 音楽 - 吉俣良（Season1）、末廣健一郎（Season2）、MAYUKO（Season2）、神坂享輔（Season2）
- 演出 - 山口雅俊（ヒント）（Season1-2）、川村泰祐（Season1）、白川士（Season2）、遠藤光貴（Season2）
- 主題歌 - 鴉「巣立ち」（トイズファクトリー）

### スタッフ（Season1）
- 企画・プロデュース - 山口雅俊（ヒント）、木村元子（DHE）、竹園元（毎日放送）
- プロデューサー - 幹九郎、佐々木博之（DHE）、丸山博雄（毎日放送）
- 製作 - 「闇金ウシジマくん」製作委員会（ヒント/ヴィジョネア/S・D・P/ポニーキャニオン）・毎日放送

### スタッフ（Season2）
- 原案協力 - 村山広、寺澤広蔵、佐藤祐二
- 音楽プロデューサー - 千葉篤史
- 脚本協力 - ヒント
- 演出補 - 中薗大雅、塩入秀吾、稲垣壮洋、山本屋歩、三野龍一
- タイトルロゴ - 川瀬豊
- 法律監修 - 山脇康嗣
- 闇金対策相談 - 全国クレジット・サラ金被害者連絡協議会
- 取材協力 - 総合探偵社MR
- アクションコーディネーター - 川澄朋章
- 各話協力スタッフ
  - ホスト監修 - 桐生（第1話 - 第2話）
  - ホストダンス振付 - Q-TARO（第1話 - 第2話）
  - VJ - 加藤マニ（第3話）
  - DJ指導 - DJ YURINA（第3話）
- 企画・プロデュース - 山口雅俊
- プロデューサー - 岩倉達哉、丸山博雄、岡本順哉、西澤桂
- 協力プロデューサー - 幹九郎
- プロデューサー補 - 井上葉子
- 製作 - 「闇金ウシジマくん2」製作委員会（S・D・P、ヒント、小学館、エイベックス・エンタテインメント）、MBS

## 放送日程

### 放送日程（Season1）
| 話数   | 放送日         | 放送日         | 脚本                     | 演出     |
| 話数   | TBS            | MBS            | 脚本                     | 演出     |
| ------ | -------------- | -------------- | ------------------------ | -------- |
| 第1話  | 2010年10月12日 | 2010年10月14日 | 福間正浩 山口雅俊        | 山口雅俊 |
| 第2話  | 10月19日       | 10月21日       | 福間正浩 山口雅俊        | 山口雅俊 |
| 第3話  | 10月26日       | 10月28日       | 福間正浩 山口雅俊        | 山口雅俊 |
| 第4話  | 11月02日       | 11月04日       | 福間正浩 李正姫 山口雅俊 | 川村泰祐 |
| 第5話  | 11月09日       | 11月11日       | 福間正浩 山口雅俊        | 川村泰祐 |
| 第6話  | 11月16日       | 11月18日       | 福間正浩 山口雅俊        | 川村泰祐 |
| 第7話  | 11月30日       | 11月25日       | 福間正浩 山口雅俊        | 川村泰祐 |
| 第8話  | 12月07日       | 12月02日       | 福間正浩 山口雅俊        | 山口雅俊 |
| 最終話 | 12月14日       | 12月09日       | 福間正浩 山口雅俊        | 山口雅俊 |

### 放送日程（Season2）
| 話数   | 放送日        | 演出     |
| ------ | ------------- | -------- |
| 第1話  | 2014年1月17日 | 山口雅俊 |
| 第2話  | 1月24日       | 山口雅俊 |
| 第3話  | 1月31日       | 山口雅俊 |
| 第4話  | 2月07日       | 白川士   |
| 第5話  | 2月14日       | 白川士   |
| 第6話  | 2月21日       | 遠藤光貴 |
| 第7話  | 2月28日       | 山口雅俊 |
| 第8話  | 3月07日       | 遠藤光貴 |
| 最終話 | 3月14日       | 山口雅俊 |

平均視聴率 2.2%（視聴率は関東地区、ビデオリサーチ社調べ）

### 放送日程（Season3）
| 話数   | 放送日        | 演出     |
| ------ | ------------- | -------- |
| 第1話  | 2016年7月17日 | 山口雅俊 |
| 第2話  | 7月24日       | 山口雅俊 |
| 第3話  | 7月31日       | 山口雅俊 |
| 第4話  | 8月07日       | 川村泰祐 |
| 第5話  | 8月21日       | 川村泰祐 |
| 第6話  | 8月28日       | 川村泰祐 |
| 第7話  | 9月04日       | 川村泰祐 |
| 第8話  | 9月11日       | 山口雅俊 |
| 最終話 | 9月18日       | 山口雅俊 |

## ネット局

### ネット局（Season1）
| 放送期間                      | 放送日時                             | 放送局     | 放送地域       | 備考                         |
| ----------------------------- | ------------------------------------ | ---------- | -------------- | ---------------------------- |
| 2010年10月12日 - 12月14日     | 火曜 0:55 - 1:25（月曜深夜）         | TBSテレビ  | 関東広域圏     | 第6話までは制作局より2日先行 |
| 2010年10月14日 - 12月9日      | 木曜 0:55 - 1:25（水曜深夜）         | 毎日放送   | 近畿広域圏     | 制作局                       |
| 2010年10月14日 - 12月9日      | 木曜 0:55 - 1:25（水曜深夜）         | 山陽放送   | 岡山県・香川県 |                              |
| 2010年10月22日 - 12月17日     | 金曜 1:20 - 1:50（木曜深夜）         | あいテレビ | 愛媛県         |                              |
| 2010年10月25日 - 12月20日     | 月曜 1:25 - 1:55（日曜深夜）         | 山陰放送   | 鳥取県・島根県 |                              |
| 2010年10月28日 - 12月16日     | 木曜 0:55 - 1:25（水曜深夜）         | 新潟放送   | 新潟県         | 初週は2話連続放送            |
| 2010年12月6日 - 12月22日      | 月-水曜 1:55 - 2:25（日曜-火曜深夜） | 静岡放送   | 静岡県         |                              |
| 2010年12月14日 - 2011年2月8日 | 火曜 0:56 - 1:26（月曜深夜）         | 北海道放送 | 北海道         |                              |

### ネット局（Season2）
| 放送期間                | 放送日時                     | 放送局         | 放送地域       | 備考                 |
| ----------------------- | ---------------------------- | -------------- | -------------- | -------------------- |
| 2014年1月16日 - 3月13日 | 木曜 0:58 - 1:28（水曜深夜） | TBSテレビ      | 関東広域圏     |                      |
| 2014年1月16日 - 3月13日 | 木曜 0:59 - 1:29（水曜深夜） | 毎日放送       | 近畿広域圏     | 制作局               |
| 2014年1月19日 - 3月16日 | 日曜 0:56 - 1:26（土曜深夜） | 北海道放送     | 北海道         | [ 注 1 ]             |
| 2014年1月21日 - 3月25日 | 火曜 0:58 - 1:28（月曜深夜） | IBC岩手放送    | 岩手県         |                      |
| 2014年1月21日 - 3月25日 | 火曜 0:58 - 1:28（月曜深夜） | 信越放送       | 長野県         |                      |
| 2014年1月23日 - 3月20日 | 木曜 1:38 - 2:08（水曜深夜） | 静岡放送       | 静岡県         |                      |
| 2014年1月24日 - 3月21日 | 金曜 0:20 - 0:50（木曜深夜） | 青森テレビ     | 青森県         |                      |
| 2014年1月24日 - 3月21日 | 金曜 1:25 - 1:55（木曜深夜） | テレビユー福島 | 福島県         |                      |
| 2014年1月26日 - 3月23日 | 日曜 0:50 - 1:20（土曜深夜） | 大分放送       | 大分県         |                      |
| 2014年1月28日 - 4月1日  | 火曜 0:28 - 0:58（月曜深夜） | 山陽放送       | 岡山県・香川県 |                      |
| 2014年2月4日 - 4月8日   | 火曜 1:10 - 1:40（月曜深夜） | 南日本放送     | 鹿児島県       |                      |
| 2014年2月4日 - 4月8日   | 火曜 1:38 - 2:08（月曜深夜） | 東北放送       | 宮城県         |                      |
| 2014年2月5日 - 4月9日   | 水曜 1:24 - 1:54（火曜深夜） | テレビ高知     | 高知県         |                      |
| 2014年2月7日 - 4月4日   | 金曜 2:00 - 2:30（木曜深夜） | 山陰放送       | 鳥取県・島根県 |                      |
| 2014年2月17日 - 4月21日 | 月曜 1:05 - 1:35（日曜深夜） | 宮崎放送       | 宮崎県         |                      |
| 2014年2月21日 - 4月25日 | 金曜 1:30 - 2:00（木曜深夜） | テレビユー山形 | 山形県         |                      |
| 2014年2月23日 - 3月30日 | 日曜 1:00 - 2:00（土曜深夜） | 新潟放送       | 新潟県         | 第4話から2話連続放送 |
| 2014年3月10日 - 5月12日 | 月曜 1:28 - 1:58（日曜深夜） | 北陸放送       | 石川県         |                      |

### ネット局（シーズン3）
| 放送期間                 | 放送日時                     | 放送局             | 放送地域       | 備考                                     |
| ------------------------ | ---------------------------- | ------------------ | -------------- | ---------------------------------------- |
| 2016年7月17日 - 9月18日  | 日曜 0:50 - 1:20（土曜深夜） | 毎日放送           | 近畿広域圏     | 制作局                                   |
| 2016年7月19日 - 9月20日  | 火曜 0:57 - 1:27（月曜深夜） | 静岡放送           | 静岡県         |                                          |
| 2016年7月19日 - 9月20日  | 火曜 1:28 - 1:58（月曜深夜） | TBSテレビ          | 関東広域圏     |                                          |
| 2016年7月20日 - 9月21日  | 水曜 2:30 - 3:00（火曜深夜） | RKB毎日放送        | 福岡県         |                                          |
| 2016年7月22日 - 9月23日  | 金曜 1:28 - 1:58（木曜深夜） | 福井放送           | 福井県         | 日本テレビ系列 テレビ朝日系列            |
| 2016年7月23日 - 9月19日  | 土曜 2:58 - 3:28（金曜深夜） | CBCテレビ          | 中京広域圏     | 最終話は9月19日 月曜 2:08 - 2:38分に放送 |
| 2016年7月24日 - 9月24日  | 日曜 0:50 - 1:20（土曜深夜） | 大分放送           | 大分県         |                                          |
| 2016年7月24日 - 9月24日  | 日曜 2:25 - 2:55（土曜深夜） | 新潟放送           | 新潟県         |                                          |
| 2016年7月24日 - 9月24日  | 日曜 2:52 - 3:22（土曜深夜） | テレビ高知         | 高知県         |                                          |
| 2016年7月25日 - 9月26日  | 月曜 0:58 - 1:28（日曜深夜） | テレビユー福島     | 福島県         |                                          |
| 2016年7月25日 - 9月26日  | 月曜 1:20 - 1:50（日曜深夜） | 秋田テレビ         | 秋田県         | フジテレビ系列                           |
| 2016年7月25日 - 9月26日  | 月曜 2:54 - 3:24（日曜深夜） | 信越放送           | 長野県         |                                          |
| 2016年7月26日 - 9月27日  | 火曜 1:25 - 1:55（月曜深夜） | テレビユー山形     | 山形県         |                                          |
| 2016年7月26日 - 9月27日  | 火曜 1:30 - 2:00（月曜深夜） | 南日本放送         | 鹿児島県       |                                          |
| 2016年7月27日 - 9月28日  | 水曜 0:40 - 1:10（火曜深夜） | 山陽放送           | 岡山県・香川県 |                                          |
| 2016年7月27日 - 9月28日  | 水曜 1:15 - 1:45（火曜深夜） | 北陸放送           | 石川県         |                                          |
| 2016年7月28日 - 9月22日  | 木曜 0:45 - 1:15（水曜深夜） | 長崎放送           | 長崎県         |                                          |
| 2016年7月28日 - 9月22日  | 木曜 0:45 - 1:15（水曜深夜） | 熊本放送           | 熊本県         |                                          |
| 2016年7月28日 - 9月22日  | 木曜 1:10 - 1:40（水曜深夜） | あいテレビ         | 愛媛県         |                                          |
| 2016年7月31日 - 10月2日  | 日曜 0:50 - 1:20（土曜深夜） | 山陰放送           | 鳥取県・島根県 |                                          |
| 2016年7月31日 - 10月2日  | 日曜 1:20 - 1:50（土曜深夜） | 北海道放送         | 北海道         |                                          |
| 2016年8月1日 - 9月26日   | 月曜 1:00 - 1:30（日曜深夜） | 宮崎放送           | 宮崎県         |                                          |
| 2016年8月4日 - 10月6日   | 木曜 1:07 - 1:37（水曜深夜） | チューリップテレビ | 富山県         |                                          |
| 2016年8月8日 - 9月26日   | 月曜 1:20 - 1:50（日曜深夜） | テレビ山梨         | 山梨県         |                                          |
| 2016年8月9日 - 10月4日   | 火曜 1:28 - 1:58（月曜深夜） | IBC岩手放送        | 岩手県         |                                          |
| 2016年8月9日 - 10月11日  | 火曜 1:30 - 2:00（月曜深夜） | 東北放送           | 宮城県         |                                          |
| 2016年8月10日 - 10月5日  | 水曜 1:15 - 1:45（火曜深夜） | 中国放送           | 広島県         |                                          |
| 2016年8月12日 - 10月7日  | 金曜 0:20 - 0:50（木曜深夜） | 青森テレビ         | 青森県         |                                          |
| 2016年8月18日 - 10月13日 | 木曜 1:15 - 1:45（水曜深夜） | テレビ山口         | 山口県         |                                          |

### 備考
- Season1が2012年初夏以降に放送局数が増えたのは、同年8月公開の劇場映画版に連動させた動きである。2010年から2011年にかけて本放送を放送した一部地域では、劇場映画版の公開に合わせて再放送を実施したが、関東広域圏・石川県・鳥取県・島根県・長崎県では本放送されたTBSテレビ・北陸放送・山陰放送・長崎放送ではなく、TOKYO MX（独立局、東京都域局）、北陸朝日放送（テレビ朝日系列）、日本海テレビ・長崎国際テレビ（日本テレビ系列）でそれぞれ再放送を実施した[4]。
- Season1・Season2・Season3の放送でも放送局が異なる事例がある。
  - 青森県・鹿児島県では、Season1はTBS系列局である青森テレビ・南日本放送ではなく、テレビ朝日系列局である青森朝日放送・鹿児島放送で放送されたが、Season2・Season3はTBS系列局である青森テレビ・南日本放送で放送される。
  - 福井県では、Season1はフジテレビ系列局である福井テレビで放送されたが、Season2・Season3は日本テレビ系列・テレビ朝日系列局である福井放送で放送される。
  - 福岡県では、当初はSeason1を放送したTBS系列のRKB毎日放送でSeason2も放送予定であったが、中止となり、テレビ東京系列のTVQ九州放送[注 3]で放送されることになった。なお、Season3はRKB毎日放送で放送される。
  - 長野県・高知県では、Season1の放映がなく、Season2・Season3がTBS系列局である信越放送・テレビ高知で放送される。
  - 秋田県では、Season1・Season2の放映がなく、初めてSeason3がフジテレビ系列局の秋田テレビで放送される。

## ネット配信
毎日放送が運営するサービスMBS動画イズムやNTTドコモが提供するサービスdTVにて、全話が有料で視聴可能である。

## 外伝
『闇金ウシジマくん外伝 闇金サイハラさん』がMBS/TBS系列『ドラマイズム』で2022年9月21日（20日深夜）から1クールを超える連続全15話にわたり放送。主人公は犀原茜（さいはらあかね）。オリジナルドラマではあるが、設定・展開は概ね原作における「ヤクザくん」編・「ウシジマくん」編及び外伝作品である「らーめん滑皮さん」を踏襲している。

### キャスト (外伝)
犀原茜（さいはら あかね）
演 - 高橋メアリージュン
硲悠斗（はざま ゆうと）
演 - 宮世琉弥
村井（むらい）
演 - マキタスポーツ
愛沢浩司（あいざわ こうじ）
演 - 中尾明慶
愛沢明美（あいざわ あけみ）
演 - 木南晴夏
熊倉（くまくら）
演 - 光石研
田中丈行（たなか たけゆき）
演 - 勝村政信
安藤創太（あんどう そうた）
演 - 岡崎体育
般田（はんだ）
演 - 山内圭哉
象山彪（きさやま たかし）
演 - 野村周平
桜井ともか（さくらい ともか）
演 - 古畑星夏
高田（たかだ）
演 - 崎本大海
柄崎（えざき）
演 - やべきょうすけ
丑嶋馨（うしじま かおる）
演 - 山田孝之

### スタッフ（外伝）
- 原作：真鍋昌平「闇金ウシジマくん」、真鍋昌平・山崎童々「闇金ウシジマくん外伝 らーめん滑皮さん」（小学館「ビッグスピリッツコミックス」刊）
- 監督：山口雅俊・土岐洋介
- 脚本：山岡真介
- オープニングテーマ - Superfly「No Bandage」
- エンディングテーマ - Superfly「万華鏡と蝶」
- 撮影：福澤亮介
- 照明：大野浩伸
- 録音：西山光繁
- 映像：三熊世良
- 編集：柳沢竜也
- 選曲：小西善行
- 音響効果：飯島啓実
- MA：大辻愛里
- 本編集：稲川実希
- タイトル：永田裕之
- タイトルデザイン：川瀬豊
- 美術：平井淳郎
- 装飾：篠田公史
- スタイリスト：SAKAI
- ヘアメイク：石下谷陽平
- 特殊造形：織田尚
- 小道具：坂田幸穂
- フードスタイリスト：松井あゆこ
- 画面制作：坂下美季
- アクションコーディネーター：川澄朋章
- ガンエフェクト：遊佐和寿
- ラインプロデューサー：奥泰典
- 助監督：中薗大雅
- キャスティング：あんだ敬一
- 撮影デスク：友部節子
- スクリプター：柿崎徳子
- 制作担当：安井謙、樋掛浩晃
- AP：石神理奈
- スチール：岩崎真子、中島未来
- コンテンツ：首藤明日香、中川貴博、吉岡昌信
- PR：鈴木健太
- WEBプロモーション：青木良、山内絵美
- 番販：内海愛子
- 宣伝：渡辺実莉、庄司久美子、大塩秀太、藤井愛子
- セールス：曾鳳儀
- 音楽：ワンミュージック
- 脚本協力・企画：ヒント
- 制作プロダクション：アンリコ
- 企画・プロデュース：山口雅俊（ヒント）
- エグゼクティブ・プロデューサー：岩倉達哉（SDP）、岡本順哉（小学館）
- プロデューサー：村田亮、村島亘（MBS）
- 演出：土岐洋介
- 製作：ドラマ「闇金サイハラさん」製作委員会・MBS

### ネット局
| 放送期間                       | 放送時間                     | 放送局       | 対象地域           | 備考          |
| ------------------------------ | ---------------------------- | ------------ | ------------------ | ------------- |
| 2022年9月13日 - 12月20日       | 水曜 2:00                    | dTV、Netflix | インターネット配信 | 1週間先行配信 |
| 2022年9月21日 - 12月28日       | 水曜 0:59 - 1:29（火曜深夜） | 毎日放送     | 近畿広域圏         | 製作局        |
|                                | 水曜 1:28 - 1:58（火曜深夜） | TBSテレビ    | 関東広域圏         |               |
| 2022年9月28日 - 2023年1月18日  |                              | IBC岩手放送  | 岩手県             |               |
|                                | 水曜 9:55 - 10:25            | CBCテレビ    | 中京広域圏         |               |
| 2022年10月13日 - 2023年2月2日  | 木曜 1:25 - 1:55（水曜深夜） | RSK山陽放送  | 岡山県・香川県     |               |
| 2022年10月25日 - 2023年2月14日 | 火曜 1:55 - 2:25（月曜深夜） | RKB毎日放送  | 福岡県             |               |

## スピンオフ・ショートドラマ
2010年10月より実写ドラマ製作委員会が制作し、堀江貴文が主演するスピンオフ・ショートドラマ『太客h.のエロリアーノな毎日』（ふときゃくえっちのエロリアーノなまいにち）が実写ドラマと連動する形で制作され、ニコニコチャンネルでネット配信（全3話、1話は3つのエピソードで構成される）。「h.」（えっち）という名で略される「太客」と、本編ドラマSeason1に登場するヘルス嬢3人の交わりを描く。題名にもなっている“太客”（ふときゃく）とは、大金を使ってくれる常連客を指す風俗業界の隠語である。
太客h.を演じる堀江貴文は、当初ドラマ本編への出演が予定されていたが、堀江が当時ライブドア事件の裁判係争中だったため、急遽スピンオフドラマが企画され、出演が実現した。
2014年1月よりスピンオフ・ショートドラマSeason2『太客h. 帰還の挨拶と夢の大ぼうけん』（ふときゃくえっち きかんのあいさつとゆめのだいぼうけん）と題し、ニコニコチャンネルで随時ネット配信（全9話）。上記の裁判・服役を終えて社会復帰した堀江が再び太客「h.」を演じるが、舞台はエロリアーノからホストクラブに変更。ある理由からホストに転身を図る「h.」の姿が描かれる。
2014年10月24日からTSUTAYA限定で、上記の2作のスピンオフを1枚に収録したDVDがレンタル開始された。一般販売はされていない。

### キャスト（スピンオフ）
- 太客h. - 堀江貴文
- 杏奈 - 横山美雪
- 瑞樹 - かすみりさ
- モコ - 希崎ジェシカ

## 受賞歴
- コンフィデンスアワード・ドラマ賞年間大賞 2016[12]
  - 主演男優賞（山田孝之、『勇者ヨシヒコと導かれし七人』と合わせて）